# Henry Odutayo
Henry Odutayo (Hoogeveen, 21 maart 1996) is een Nederlands voetballer van Nigeriaanse afkomst die bij Koninklijke Sporting Hasselt speelt.

## Carrière
Henry Odutayo speelde in de jeugd van KRC Genk, waar hij in de winter van 2016 transfervrij naar MVV vertrok. Hier maakte hij zijn debuut in het betaalde voetbal op 5 februari 2016, in de met 4-0 verloren uitwedstrijd tegen Telstar. Odutayo kwam na 75 minuten in het veld voor Luca Polizzi. In de zomer van 2016 vertrok hij transfervrij naar Patro Eisden Maasmechelen. Hierna speelde hij voor Bocholter VV en Koninklijke Sporting Hasselt. Vanaf medio 2019 speelde hij voor KSK Heist maar keerde na een half jaar terug bij Sporting Hasselt. Vanaf medio 2021 speelt hij voor KFC Esperanza Pelt.

### Carrièrestatistieken
| Seizoen                        | Club                      | Land           | Competitie     | Competitie | Competitie | Beker | Beker | Totaal | Totaal |
| Seizoen                        | Club                      | Land           | Competitie     | Wed.       | Dlp.       | Wed.  | Dlp.  | Wed.   | Dlp.   |
| ------------------------------ | ------------------------- | -------------- | -------------- | ---------- | ---------- | ----- | ----- | ------ | ------ |
| 2015/16                        | MVV Maastricht            | Nederland      | Eerste divisie | 3          | 0          | 0     | 0     | 3      | 0      |
| 2016/17                        | Patro Eisden Maasmechelen | België         | Eerste klasse  | 19         | 3          | 1     | 0     | 20     | 3      |
| Carrièretotaal                 | Carrièretotaal            | Carrièretotaal | Carrièretotaal | 22         | 3          | 1     | 0     | 23     | 3      |
| Bijgewerkt op 19 februari 2019 |                           |                |                |            |            |       |       |        |        |